# Lastoursville

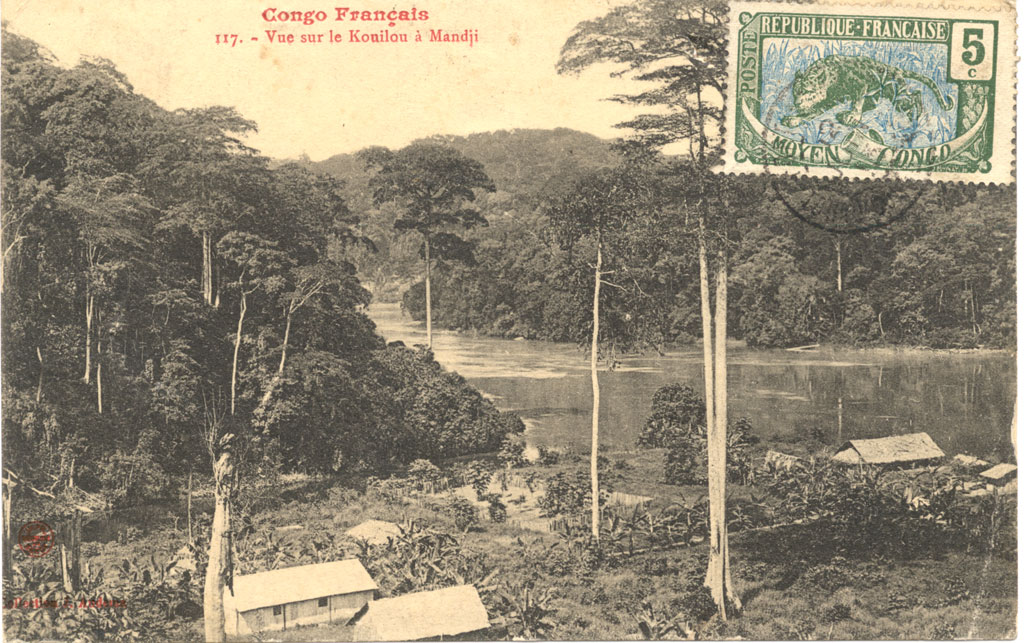
De Konilou Rivier bij Mandji (Lastoursville), c. 1905.

Lastoursville of Mandji is een stad in centraal Gabon, gelegen aan de Ogooué-rivier, nabij de Trans-Gabon spoorweg en aan de nationale route N3. In 2013 waren er 12.000 inwoners. Het werd opgericht als tussenstation voor slaven tijdens de Trans-Atlantische driehoekshandel. Eerst had het de naam Mandji, vanaf 1883 Maadiville geheten. In 1886 werd de plaats vernoemd naar François Rigail de Lastours, mijningenieur en ontdekkingsreiziger, die hier in 1885 op 30-jarige leeftijd overleed.
De betekenis van Lastourville nam toe door de productie van palmolie en het werd ook een bestuurlijk en missionair centrum. De stad ligt aan de voet van een dolomietmassief waarop een landingsbaan ligt. In het massief bevinden zich grotten (Boukama, Pahon, Tao-Tao), die de stad meer bekendheid hebben gegeven.
De grotten zijn in oktober 2005 op de Werelderfgoedlijst gezet, in de categorie gemengd cultuur/natuur-erfgoed.

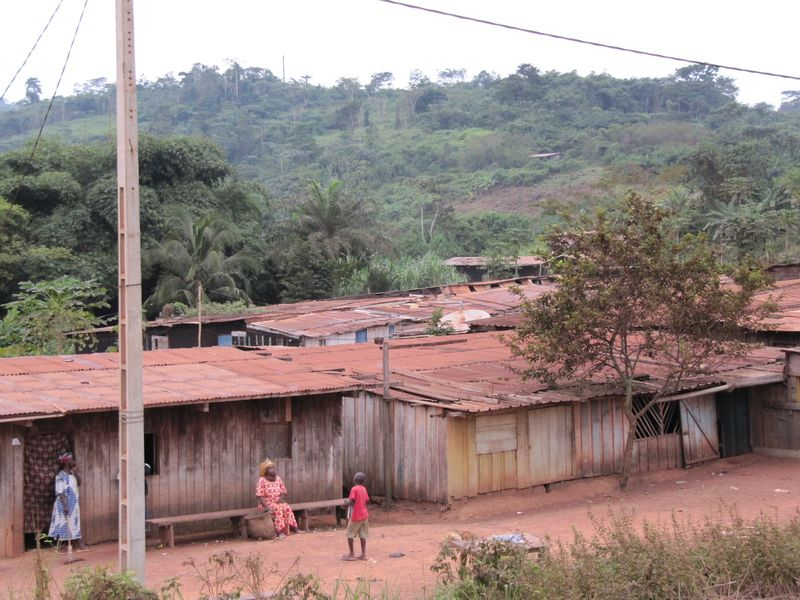
Lastourville, omgeving van het station